# Magnus Briggert
John Magnus Bertil Briggert, född 15 april 1945, död 25 juni 2019 i Stockholm, var en svensk journalist och affärsman. Han var känd från TV4:s Stora Pengar och Våra Pengar. Drev Publicistgruppen och har tidigare arbetat på bl.a. Expressen. Briggert tilldelades Stora Journalistpriset 1980 då han arbetade på tidningen Köpmannen. Magnus Briggert drabbades av Parkinsons sjukdom i slutet av 1990-talet och hade på senare år endast diverse styrelseuppdrag, bl.a. för Parkinsonförbundet.
Magnus Briggert är begravd på Järstorps kyrkogård.